# Hell and Back (filme)

Hell and Back (bra: Voltando do Inferno) é um filme adulto norte-americano de 2015, do gênero humor negro e fantasia de animação stop-motion, escrito por Tom Gianas, Zeb Wells e Hugh Sterbakov e dirigido por Tom Gianas e Ross Shuman. O filme foi distribuído oficialmente no dia 5 de outubro de 2015 pela Freestyle Releasing.

## Sinopse
Um funcionário chamado Remy (interpretado por Nick Swardson) trabalha em um parque de diversões precário e quase falido localizado em um píer com seus amigos de infância Augie (interpretado por T. J. Miller) e Curt Myers (interpretado por Rob Riggle). Após Curt revelar que o parque foi hipotecado pelo Banco Spoony, Remy fica frustrado e vai até o barco de uma vidente chamada Madame Zonar (interpretada por Kerri Kenney-Silver) para pedir um estranho livro com propriedades mágicas emprestado, uma das páginas possuía uma representação do Diabo chorando. A ideia do Remy para tirar o parque daquela situação era deixar o livro com a página do Diabo em exibição em frente ao brinquedo Portões do Inferno (ou The Gates of Hell no nome original). Remy força Curt a fazer um pacto de sangue sobre o livro por uma bala de hortelã, Curt não cumpri o acordo como deveria e nega ter uma bala para dar ao Remy. Enquanto Remy e Curt discutem, Augie nota que as coisas em frente ao brinquedo começam a ficar esquisitas e assustadoras, segundos depois Curt é sugado para dentro de um portal que se abre no interior do brinquedo. Então Remy e Augie sentam em um dos carrinhos para atravessar o portal e irem atrás do Curt para resgatá-lo, agora Remy e Augie precisam sobreviver e encontrar o Curt para escapar do Inferno, antes que ele seja sacrificado pelo Diabo (interpretado por Bob Odenkirk).

## Elenco Original
- Nick Swardson como Remy
- T. J. Miller como Augie
- Mila Kunis como Deema
- Bob Odenkirk como Diabo
- Rob Riggle como Curt Myers
- Kerri Kenney-Silver como Madame Zonar
- Susan Sarandon como Barb, a "anja"
- Danny McBride como Orfeu
- Brian Posehn como Cleb
- Maria Bamford como Gloria
- Henry Jon Benjamin como árvore abusadora sexual
- Jay Johnston como Rick, a alma perdida
- Jenna Gianas como anunciadora do inferno